# Shou-Lao
Shou-Lao (Shao-Lao) es un personaje ficticio que aparece en los cómics estadounidenses publicados por Marvel Comics.

## Historial de publicación
Shou-Lao apareció por primera vez en Marvel Premiere # 16 y fue creado por Len Wein, Roy Thomas y Larry Hama.

## Biografía del personaje ficticio
Shou-Lao es un dragón chino que fue asesinado previamente por Quan-St'ar, ciudadano de K'un-L'un, y al que le extrajeron el corazón. Enfurecido, Yu-Ti destierra a Quan-St'ar, resucita a Shou-Lao y lo coloca en una caverna sagrada. Después de esto, Shou-Lao es asesinado y resucitado repetidamente como parte de una prueba a la que se someten los poseedores del manto del Puño de Hierro para obtener su poder.
Durante la historia de Avengers vs. X-Men, Shou-Lao ayuda a los Vengadores a luchar contra los X-Men en K'un-L'un.
Durante el evento A.X.E.: Judgment Day, Lin Lie recibe instrucciones de matar a Shou-Lao, pero se niega y, en cambio, obtiene su poder al pedirle que se lo entregue voluntariamente.

## Poderes y habilidades
Shou-Lao tiene habilidades de dragón, como poder respirar fuego y atacar a velocidades increíblemente rápidas. Además, es inmune a las enfermedades.

## En otros medios

### Televisión
- Shou-Lao aparece en la serie animada Ultimate Spider-Man, con la voz de Mark Hamill a través de Pesadilla.[8]Esta versión carece de alas. En el episodio "Extraño", Pesadilla hace que Puño de Hierro reviva la feroz lucha contra Shou-Lao. Con la ayuda de Spider-Man, Puño de Hierro rompe la ilusión de Pesadilla al derrotar a Shou-Lao.
- Shou-Lao hace un cameo sin diálogos en un flashback del episodio de Iron Fist, "Dragon Plays with Fire". Finn Jones, quien interpreta a Iron Fist, declaró que Shou-Lao no podría aparecer en pantalla debido a limitaciones presupuestarias y que aparecería en temporadas futuras, aunque esto nunca sucedió.[9][10][11][12][13]Además, The Defenders revela que los huesos de la especie de Shou-Lao contienen una sustancia con propiedades de resurrección, utilizada por La Mano.

### Videojuegos
Shou-Lao aparece en Lego Marvel Super Heroes 2.Cuando Iron Fist, Ms. Marvel y Spider-Man entran a la Cueva del Dragón de K'un-Lun mientras buscan un fragmento del Nexo de Todas las Realidades, encuentran el fragmento incrustado en Shou-Lao como Serpiente de Acero controla Shou-Lao en atacarlos. Después de que Serpiente de Acero fue derrotado, Iron Fist quita el fragmento Nexus del corazón de Shou-Lao.